# Argençola
Argençola è un comune spagnolo di 192 abitanti situato nella comunità autonoma della Catalogna.